# 音叉式力センサ
音叉式力センサ（おんさしきちからセンサ）とは加えられた力を測定するセンサの一つである。

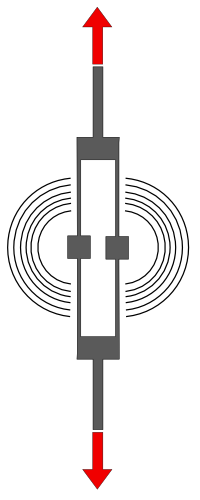
音叉式力センサの概略図

音叉の先端同士をつなげたような形状の金属製のセンサ本体は、圧電素子によって振動波が加えられており音叉振動子として固有の振動数で振動している。センサ本体の両端に加重が加わると、振動数が高く変化するので容易に圧電素子によってパルスが読み取られ、周波数の変化から加重が算出される。引っ張り力で周波数が高くなるのは、ギターなどの弦楽器の音程を調整する時にも同じ現象を利用している。センサ本体は取り付け時の利便性のためにテコや支持部とともに一体化されている。
消費電力やウォーミングアップが不要で、経年変化が少なく、AD変換器が不要で精度が高いという特徴がある。
元々は、電子天秤に使用する目的で開発された技術である。すばる望遠鏡での鏡の歪み調整の為のアクチュエータに使用されている。